# 吳顯 (萬曆進士)
吳顯（1550年—？），字景猷，福建漳州府漳浦縣人，民籍，明朝政治人物。

## 生平
隆慶四年（1570年）庚午科福建鄉試第三十六名舉人，萬曆二年（1574年）中式甲戌科會試第八十七名，二甲第十一名進士。授六安州知州，在任五月，调高邮州知州。首辅张居正母亲入京，经过高邮，役使驿夫八百人，被吴顯裁减，张氏家奴至州衙辱骂吴顯，夺走州印，後由上司调解。升刑部员外郎，十一年(1583年）二月升江西佥事，分巡南昌兵备道，十四年（1586年）二月升广东右参议，十五年（1587年）十二月升广东按察司副使，专管屯田盐法水利。以考察调簡，降陕西右参议，稱病告歸，二十三年（1595年）五月起补湖广右参议，不赴任。

## 家族
曾祖吳夢麒，貢士；祖父吳承孝；父吳瀾。母李氏。具慶下。兄吳昭（貢士）。子吳寀，天啓二年進士。